# Panorpa choui
Panorpa choui är en näbbsländeart som beskrevs av Hua 1998. Panorpa choui ingår i släktet Panorpa och familjen skorpionsländor. Inga underarter finns listade i Catalogue of Life.